# بورليريا
بورليريا (Porlieria) هو جنس من كاسيات البذور تنتمي إلى فصيلة القديسية كالقرطب. الأنواع المُنتمية إلى هذا الجنس تكون عبرة عن شجيرات أو أشجار الصغيرة في المناطق شبه الاستوائية والجافة. ويُعتبر اسم هذا الجنس تكريماً للسفير الإسباني دون أنطونيو بورلير دي باكسامار.

## الأنواع
- جياك رفيع الأوراق (جورج إنغلمان) آزا غراي
- Porlieria arida Rusby
- بورليريا تشيلنسيس إيفان موراي جونستون (يتوطن في تشيلي)
- Porlieria microphylla (هنري ارنست بيون) Descole et al.[4]
- Porlieria hygrometra Ruiz & Pav.

### الأنواع السابقة
- جياك رفيع الأوراق جورج إنغلمان (as P. angustifolia (Engelm.) آزا غراي)[4]

## وصلات خارجية
- The Plant List